# USS Carroll (DE-171)
USS Carroll (DE-171) là một tàu hộ tống khu trục lớp Cannon từng phục vụ cùng Hải quân Hoa Kỳ trong Chiến tranh Thế giới thứ hai. Nó là chiếc tàu chiến duy nhất của Hải quân Hoa Kỳ được đặt cái tên này, theo tên Đại úy Hải quân Herbert Fuller Carroll, Jr. (1911-1942), người từng phục vụ trên tàu tuần dương hạng nặng Astoria (CA-34) và đã tử trận trong Trận chiến đảo Savo tại Guadalcanal vào ngày 9 tháng 8, 1942. Nó đã phục vụ cho đến khi chiến tranh kết thúc, xuất biên chế năm 1946, rồi được rút đăng bạ năm 1965 và bị bán để tháo dỡ một năm sau đó.

## Thiết kế và chế tạo
Lớp Cannon có thiết kế hầu như tương tự với lớp Buckley dẫn trước; khác biệt chủ yếu là ở hệ thống động lực Kiểu DET (diesel electric tandem). Các động cơ diesel đặt nối tiếp nhau dẫn động máy phát điện để cung cấp điện năng quay trục chân vịt cho con tàu. Động cơ diesel có ưu thế về hiệu suất sử dụng nhiên liệu, giúp cho lớp Cannon cải thiện được tầm xa hoạt động, nhưng đánh đổi lấy tốc độ chậm hơn.
Vũ khí trang bị bao gồm ba pháo 3 in (76 mm)/50 cal trên tháp pháo nòng đơn có thể đối hạm hoặc phòng không, một khẩu đội pháo phòng không Bofors 40 mm nòng đôi và tám pháo phòng không Oerlikon 20 mm. Vũ khí chống ngầm bao gồm một dàn súng cối chống tàu ngầm Hedgehog Mk. 10 (có 24 nòng và mang theo 144 quả đạn); hai đường ray Mk. 9 và tám máy phóng K3 Mk. 6 để thả mìn sâu. Con tàu vẫn giữ lại ba ống phóng ngư lôi Mark 15 21 inch (533 mm). Thủy thủ đoàn đầy đủ bao gồm 15 sĩ quan và 201 thủy thủ.
Carroll được đặt lườn tại xưởng tàu của hãng Federal Shipbuilding and Drydock Company ở Newark, New Jersey vào ngày 30 tháng 1, 1943. Nó được hạ thủy vào ngày 21 tháng 6, 1943, được đỡ đầu bởi bà H. F. Carroll, Sr., mẹ Đại úy Carroll, và nhập biên chế cùng Hải quân Hoa Kỳ tại Xưởng hải quân Norfolk vào ngày 24 tháng 10, 1943 dưới quyền chỉ huy của Hạm trưởng, Thiếu tá Hải quân Frederick William Kuhn.

## Lịch sử hoạt động

### Mặt trận Đại Tây Dương
Sau khi hoàn tất việc chạy thử máy huấn luyện tại khu vực Bermuda, Carroll gia nhập Hạm đội Đại Tây Dương để làm nhiệm vụ hộ tống vận tải vượt Đại Tây Dương. Trong giai đoạn từ ngày 1 tháng 1, 1944 đến ngày 9 tháng 5, 1945, nó đã hoàn tất tám chuyến hộ tống vận tải khứ hồi từ Norfolk, Virginia đến khu vực Địa Trung Hải, vận chuyển lực lượng, phương tiện và tiếp liệu đến các cảng Gibraltar; Casablanca, Maroc; Bizerte, Tunisia; và Oran, Algérie. Xen kẻ giữa các chuyến đi là những lượt bảo trì và đại tu tại xưởng tàu cùng những đợt huấn luyện thực hành tại khu vực Casco Bay, Maine.

### Mặt trận Thái Bình Dương
Sau khi chiến tranh kết thúc tại châu Âu, Carroll được phái sang khu vực Mặt trận Thái Bình Dương. Nó đi đến Cristóbal, Panama vào ngày 9 tháng 6, băng qua kênh đào rồi tiếp tục hành trình đi San Diego, California và Trân Châu Cảng. Nó thực hành huấn luyện tại vùng biển quần đảo Hawaii cho đến ngày 15 tháng 7, khi nó lên đường đi ngang qua Eniwetok và Saipan để hướng đến Ulithi, đến nơi vào ngày 17 tháng 8. Tuy nhiên vào lúc này Nhật Bản đã chấp nhận đầu hàng vào ngày 15 tháng 8 giúp kết thúc cuộc xung đột.
Cho đến ngày 3 tháng 11, Carroll hoạt động tuần tra tại các đảo nhỏ thuộc quần đảo Palau, để truy tìm những nhóm binh lính Nhật Bản còn sót lại trên các đảo bị bỏ qua cùng những tù binh chiến tranh. Vào ngày 6 tháng 10, những sĩ quan Nhật Bản đại diện cho binh lính trú đóng trên các đảo Sonsorol, Fanna, Merir và Tobi đã ký biên bản đầu hàng bên trên chiếc tàu khu trục. Sau đó nó cung cấp những nhu yếu phẩm cần thiết và giám sát việc triệt thoái binh lính Nhật khỏi các đảo này.
Khởi hành vào ngày 3 tháng 11 để quay trở về Hoa Kỳ, Carroll về đến Jacksonville, Florida vào ngày 14 tháng 12. Nó được cho rút biên chế tại đây vào ngày 19 tháng 6, 1946 và được đưa về Hạm đội Dự bị Đại Tây Dương. Con tàu không bao giờ được đưa ra hoạt động trở lại; tên nó được cho rút khỏi danh sách Đăng bạ Hải quân vào ngày 1 tháng 8, 1965, và bị bán để tháo dỡ vào ngày 29 tháng 12, 1966.

## Phần thưởng
Nguồn: Navsource Naval History
|  |  |  |
|  |  |  |

| Huân chương Chiến dịch Hoa Kỳ                 |                                                    |                                      |
| Huân chương Chiến dịch Châu Á-Thái Bình Dương | Huân chương Chiến dịch Châu Âu-Châu Phi-Trung Đông | Huân chương Chiến thắng Thế Chiến II |